# RS بابيس

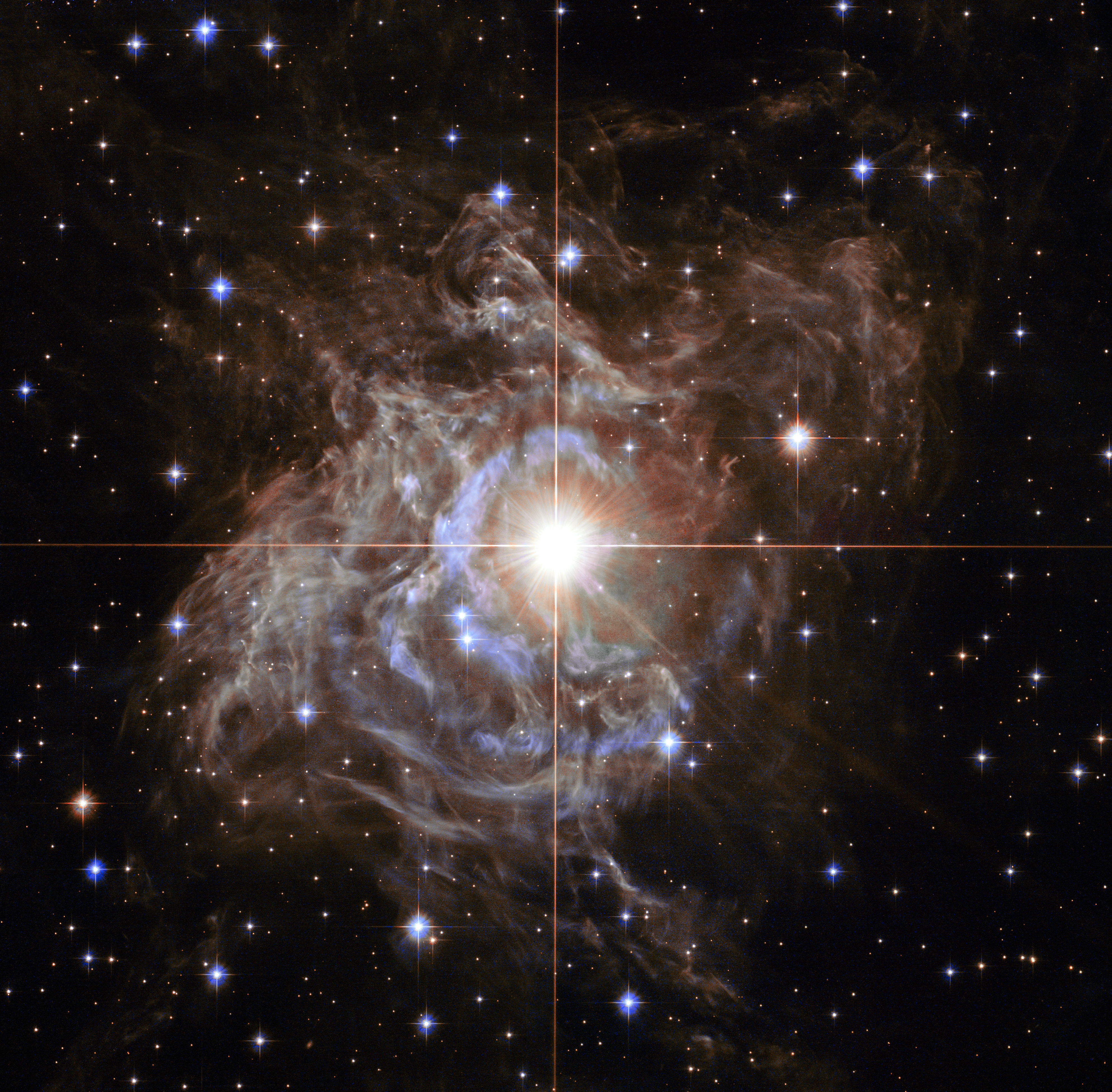
النجم RS Puppis أحد أشد النجوم لمعانا من نوع متغير قيفاوي في مجرة درب التبانة ؛ صورة من تلسكوب هابل الفضائي

RS Puppis هو نجم ضخم من نوع متغير قيفاوي يرى في اتجاه كوكبة الملتهب. وهو أحد أشد نجوم السماء لمعانا الموجودة في مجرة درب التبانة ؛ كما أن دورته في التغير واحدة من أطول الدورات وتبلغ 4و41 يوم .
ونظرا لوجوده داخل سديم كبير فقد استطاع علماء الفلك من المرصد الأوروبي الجنوبي قياس بعده عنا بواسطة تلسكوب التقنية الحديثة من مرصد لاسيلا بتشيلي بأنه يبعد عنا نحو 6.500 سنة ضوئية. وكانت أدق التقديرات لمعرفة بعده عن الأرض قد أجريت في عام 2008.
يقدر مقدار الخطاء في تعيين المسافة بمقدار زائد /أو ناقص 90 سنة ضوئية. هذا مهم حيث أن تلك الأنواع من النجوم شديدة الضياء مما يحعلها الاصلح لتعيين المسافات بيننا وبين النجوم في الكون الواسع الكبير.
كما توجد المتغيرات القيفاوية في مجرتنا - مجرة درب التبانة، وفي مجموعة المجرات التي حولنا.

## صورة فيديو
- تغير ضياء النجم آر إس بوبيس وانعكاسات الضوء في الغازات وسحابة الغبار حوله

## اقرأ أيضًا
- متغير قيفاوي
- إن جي سي 2403
- دلتا قيفاوس